# Premetro (Buenos Aires)
| |                      |                                     |                                     |
| |                      |                                     |                                     |
| Streckenlänge: | 7,4 km               |                                     |                                     |
| Spurweite: | 1435 mm (Normalspur) |                                     |                                     |
| Zweigleisigkeit: | vorhanden            |                                     |                                     |
| |                      |                                     |                                     |
| \| \| \| U-Bahn-Linie E von Bolivar \| \| \| \| \| Plaza de los Virreyes \| \| \| \| 0,0 \| Intedente Saguier \| Intedente Saguier \| \| \| 0,7 \| Balbastro \| Balbastro \| \| \| 1,5 \| Mariano Acosta \| Mariano Acosta \| \| \| 1,8 \| Somellera \| Somellera \| \| \| 2,3 \| Ana María Janer \| Ana María Janer \| \| \| 2,5 \| Nuestra Señora de Fátima \| Nuestra Señora de Fátima \| \| \| 2,8 \| Fernández de la Cruz \| Fernández de la Cruz \| \| \| 3,2 \| Presidente Illia Línea Belgrano Sur \| Presidente Illia Línea Belgrano Sur \| \| \| \| Línea Belgrano Sur \| \| \| \| 4,0 \| Parque de la Ciudad \| Parque de la Ciudad \| \| \| 4,5 \| Cecilia Grierson \| Cecilia Grierson \| \| \| 4,8 \| Escalada \| Escalada \| \| \| 5,4 \| Pola \| Pola \| \| \| 5,6 \| \| \| \| \| 5,7 \| Larrazábal \| Larrazábal \| \| \| 5,7 \| Ana Díaz \| Ana Díaz \| \| \| 6,2 \| Nicolás Descalzi \| Nicolás Descalzi \| \| \| 6,1 \| Centro Cívico Villa Lugano \| Centro Cívico Villa Lugano \| \| \| 6,7 \| Gabino Ezeiza \| Gabino Ezeiza \| \| \| 7,0 \| General Savio \| General Savio \| \| \| 7,2 \| \| \| |                      |                                     |                                     |
| U-Bahn-Strecke |                      | U-Bahn-Linie E von Bolivar          | U-Bahn-Linie E von Bolivar          |
| |                      | Plaza de los Virreyes               |                                     |
| | 0,0                  | Intedente Saguier                   | Intedente Saguier                   |
| U-Bahn-Haltepunkt / Haltestelle | 0,7                  | Balbastro                           | Balbastro                           |
| U-Bahn-Haltepunkt / Haltestelle | 1,5                  | Mariano Acosta                      | Mariano Acosta                      |
| U-Bahn-Haltepunkt / Haltestelle | 1,8                  | Somellera                           | Somellera                           |
| U-Bahn-Haltepunkt / Haltestelle | 2,3                  | Ana María Janer                     | Ana María Janer                     |
| U-Bahn-Haltepunkt / Haltestelle | 2,5                  | Nuestra Señora de Fátima            | Nuestra Señora de Fátima            |
| U-Bahn-Haltepunkt / Haltestelle | 2,8                  | Fernández de la Cruz                | Fernández de la Cruz                |
| | 3,2                  | Presidente Illia Línea Belgrano Sur | Presidente Illia Línea Belgrano Sur |
| U-Bahn-Kreuzung geradeaus oben |                      | Línea Belgrano Sur                  | Línea Belgrano Sur                  |
| U-Bahn-Haltepunkt / Haltestelle | 4,0                  | Parque de la Ciudad                 | Parque de la Ciudad                 |
| U-Bahn-Haltepunkt / Haltestelle | 4,5                  | Cecilia Grierson                    | Cecilia Grierson                    |
| U-Bahn-Bahnhof | 4,8                  | Escalada                            | Escalada                            |
| U-Bahn-Haltepunkt / Haltestelle | 5,4                  | Pola                                | Pola                                |
| | 5,6                  |                                     |                                     |
| U-Bahn-Strecke · U-Bahn-Haltepunkt / Haltestelle | 5,7                  | Larrazábal                          | Larrazábal                          |
| U-Bahn-Haltepunkt / Haltestelle · U-Bahn-Strecke | 5,7                  | Ana Díaz                            | Ana Díaz                            |
| U-Bahn-Strecke · U-Bahn-Haltepunkt / Haltestelle | 6,2                  | Nicolás Descalzi                    | Nicolás Descalzi                    |
| U-Bahn-Kopfbahnhof Streckenende · U-Bahn-Strecke | 6,1                  | Centro Cívico Villa Lugano          | Centro Cívico Villa Lugano          |
| U-Bahn-Haltepunkt / Haltestelle | 6,7                  | Gabino Ezeiza                       | Gabino Ezeiza                       |
| U-Bahn-Haltepunkt / Haltestelle | 7,0                  | General Savio                       | General Savio                       |
| | 7,2                  |                                     |                                     |

Die Premetro (Linie P oder offiziell Linie E2) in Buenos Aires ist eine Straßen- oder Stadtbahn, die das U-Bahn-Netz der Subterráneos de Buenos Aires ergänzt. Sie verbindet die südliche Endstation der U-Bahn-Linie E, den Plaza de los Virreyes, mit dem südlichen Stadtteil von Buenos Aires Villa Lugano und dem Wohnblockportal General Savio. Die Fahrten nach Centro Civico gelten als Stichfahrten.
Auf 6,4 km hat die Premetro separate Gleiskörper, oft auf den Mittelstreifen von Straßen. Auf 800 m liegen die Gleise mittig auf einer Fahrbahn.
Die 7,4 Kilometer lange Strecke wurde 1987 eröffnet und wird von den Metrovías betrieben. Es gibt Übergangstickets für U-Bahn und Prometro.

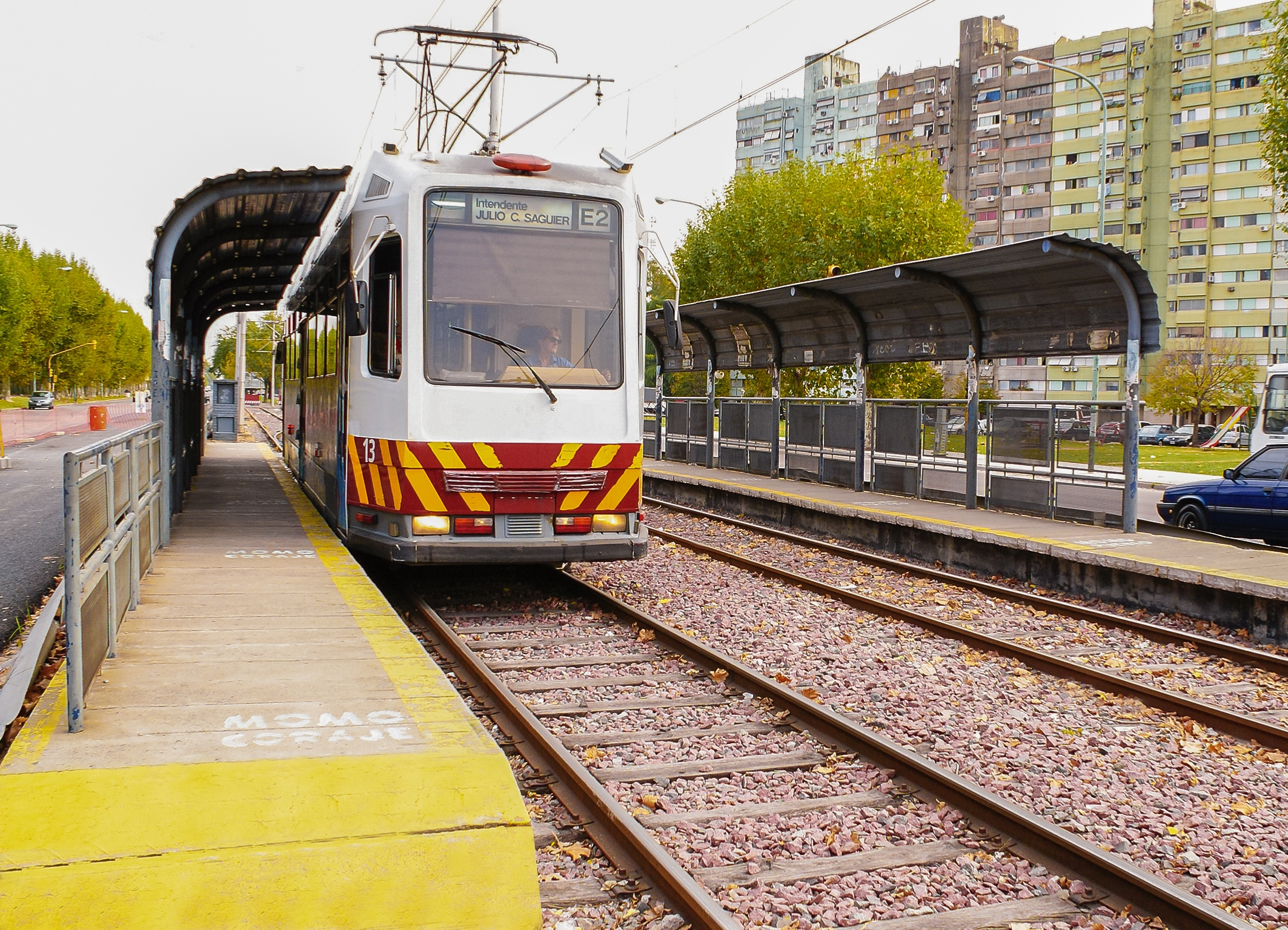
Station General Savio
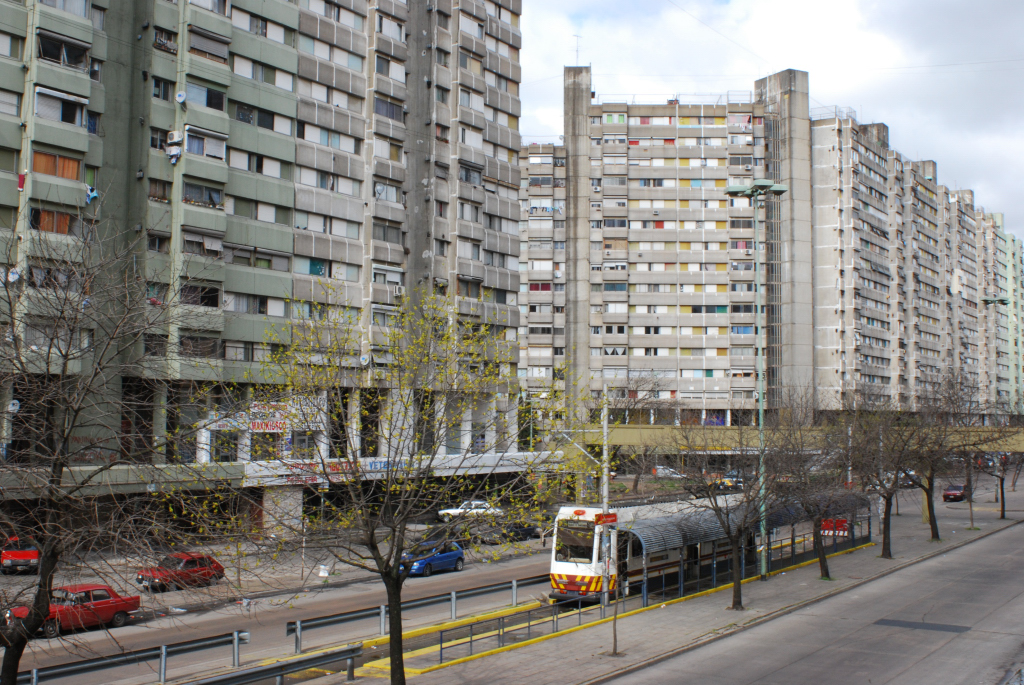
Ende der Zweigstrecke am Centro Civico des Stadtteils Villa Lugano

## Geschichte
Die Premetro wurde etappenweise eröffnet. Der erste Abschnitt zwischen dem U-Bahn-Umsteigepunkt Int. Saguier und Ana María Janer wurde am 28. April 1987 eröffnet. Die Strecke nach General Savio wurde am 25. August fertiggestellt, die Einweihung wurde zwei Tage später gefeiert.
Die Fahrgastzahlen lagen von 1996 bis 2006 bei über 2,5 Millionen im Jahr. Dann sanken sie bis 2013 auf weniger als ein Zehntel (228.000). seitdem steigen sie langsam wieder an. Im Jahr 2015 waren es etwas über eine Million Passagiere.
Als wichtigster Grund für den Absturz der Beförderungszahlen werden starke Erhöhung der Fahrpreise im Schienennahverkehr von Buenos Aires angesehen. So stieg 2012 der Preis eines U-Bahn-Fahrscheins von 1,1 auf 2,5 Pesos.